# Бил Мар
Вилијам „Бил“ Мар млађи (енгл. William "Bill" Maher, Jr.; Њујорк, 20. јануар 1956) је амерички стендап комичар, телевизијски водитељ, политички коментатор, писац и глумац. Пре своје садашње улоге водитеља у емисији Real Time with Bill Maher на каналу HBO, Мар је био водитељ емисије Politically Incorrect емитоване на каналима Комеди централ и ABC.
Махер је познат по својој политичкој сатири и друштвено-политичким коментарима, који обухватају широк спектар тема као што су: религија, политика, разне врсте бирократија, политичка коректност, масовни медији, похлепа међу људима и особама на високим политичким положајима и недостатак интелектулане радозналости бирачког тела. Он подржава легализацију марихуане и истополних бракова, а такође је чланак организације PETA. Такође је и велики критичар религије и члана саветодавног одбора Пројекта Разум, фондације за промовисање научног знања и секуларних вредности у друштву. Мар је 2005. године био рангиран на 38. месту Комеди централове листе 100 највећих стендап комичара свих времена, а 14. октобра 2010. је добио своу зведзу на Холивудском булевару славних.
Мар је оштар критичар религиозне деснице у Републиканској странци у коју спадају Џорџ Буш млађи, Сара Пејлин, Мишел Бахман и Рик Санторум.